# 데프 잼 레코딩스
데프 잼 레코딩스(Def Jam Recordings)는 미국의 힙합레이블이자 유니버설 뮤직 그룹이며, 더 아일랜드 데프잼 뮤직 그룹으로 나뉜다.

## 회사역사

### 초창기
Rick Rubin이 설립했다. 그리고 그는 첫 번째 소속뮤지션으로 Hose라는 락그룹을 영입했다. 데프잼이 유명해진 계기는 1984년 LL Cool J의 "I Need A Beat"와 비스티 보이즈의 "Rock Hard"가 히트하면서였다. 성공을 계기로 데프잼은 CBS Records와 배급 계약을 체결하게 되었다. (훗날 CBS Records는 Columbia Records로 명칭이 변경되고 Sony Music Entertainment의 계열사가 된다.) 1985년 첫 번째로 데프잼 내에서 성공한 뮤지션은 LL Cool J로 그의 앨범 "Radio"로 유명해졌다. 데프잼은 알엔비 뮤지션을 양성하기 위해 OBS Record를 설립하였고 첫 뮤지션은 Oran 'Juice'Jones였다. 그들은 싱글앨범 'The Rain'으로 히트를 쳤으며 Public Enemy 또한 영입했다. 1988년 레이블에 사장은 Lyor Cohen으로 바뀌었다.

### 1990년대
1990년대 초 'Rush Associated lables'을 설립한다. 1992년 LL Cool J가 멀티 플래티넘 앨범을 내고, 폴리그램 회사가 소니의 50% 자금을 데프잼의 인수했다. 그러므로 폴리그램회사가 자금 50%를 인수한 데프잼을 취득했다는 것이다. 데프잼은 워렌지의 'Regulate... G Funk Era를 발매하며, 트리플 플래티늄을 받았다. LL Cool J는 계속해서 1995년 'Mr Smith'을 발매했다. 1997년 여성랩퍼'Foxy Brown'의 첫앨범 'ILL Na Na'는 플래티늄급 수작앨범이었으며, 같은 해 Damon Dash의 레이블 락커펠라 레코드를 인수하게 된다. 1995년 폴리그램에게 10%를 부가로 습득당했으며, 강력한 레이블로 거듭났다. 'Rush Associate Lables'를 'Def Jam Music Group'으로 계명했다. 1998년 폴리그램은 유니버설 뮤직의 Seagrams를 구입했다. 따라서 유니버설 뮤직 그룹의 경영 취득권은 폴리그램에게 주어졌으며, 폴리그램은 Russell simmons의 데프잼을 구입했고, 유니버설 뮤직은 데프잼과 합병되어 'The Island Def Jam Music'이 되었다. Lyor Cohen은 IDJMG의 사장으로 지명되어 레이블을 포기하며, 새사장으로 Kevin Liles가 되었다. 데프잼 레코드는 알엔비 레이블 'Def Soul'을 설립했고, Dru Hill의 리더 sisqo와 The Isley Brother이 소속사 아티스트였다. 1999년 Muder INC.를 인수, 소속사 아티스트는 Lloyd, 자 룰, Ashanti, Vita 등이었다. 또한 Def jam South를 론칭시켰으며, 루다크리스나 Chingy, Bobby Balantino 등이 성공적으로 데뷔했다.

### 2000년대
2000년대 이후 제이-지가 락커펠라 레코드의 경영권을 데프잼에게 팔게 되며 데프잼 전체의 프로듀서는 카니예 웨스트가 된다. 또한 니요나 리한나 등의 알엔비 가수들도 영입했으며 2006년 제이-지가 사장에 오르지만 2008년 겨울,사장직에서 내려온다. 2008년 LL Cool J가 데프잼에서의 마지막앨범 'Exit 13'을 발매했다.2009년 자다키스가 'The Last Kiss'를 발매했고, 릭 로스도 'Deeeper Than Rap'을, 바우 와우가 'New Jack City II'를 발매하며 인기를 얻고있다.

## 같이 보기
- 아일랜드 데프 잼의 소속 음악가 목록